# Friedrich Wilhelm Schneidewin
Friedrich Wilhelm Schneidewin (Helmstedt, 6 giugno 1810 – Gottinga, 11 gennaio 1856) è stato un filologo classico tedesco.

## Biografia
Nacque il 6 giugno 1810 a Helmstedt. Nel 1833  diventò insegnante presso il ginnasio di Braunschweig. Nel 1837 fu nominato professore associato, e nel 1842, professore ordinario di lingue e letterature classiche presso l'Università di Gottinga stesso luogo dove morì l'11 gennaio 1856.

## Opere
- Ibyci Rhegini careliquiae (1833), critica do G. Hermann.
- Simonidis Cei carminum reliquiae (1835); edizione di Simonide.
- Delectus poesis Graecorum elegiacae, iambicae, melicae (1838-39).
- Corpus Paroemiographorum Graecorum: Zenobio, Diogeniano, Plutarco e Gregorius Cyprius, 1839–51, con E. von Leutsch), Gottingae, apud Vandenhoeck et Ruprecht, vol. 1, vol. 2.
- Sophocles (1849-1854, riveduta dopo la sua morte da A. Nauck).

Curò anche i alcuni discorsi di Iperide per Euxenippo e Licofrone (già pubblicato da Churchill Babington in un papiro, Egitto nel 1847) e dei poemi latini (Incerti auctoris de figuris vel schematibus versus heroici, 1841). Schneidewin fu il fondatore di Philologus (1846), una rivista dedicata all'apprendimento classico e dedicato alla memoria di Karl Otfried Müller.